# Episodi di Don Luca (prima stagione)
La prima stagione della serie televisiva Don Luca, composta da venti episodi, è stata trasmessa per la prima volta in Italia su Canale 5 dal 24 febbraio 2001 al 19 ottobre 2002. In particolare i primi diciannove episodi sono stati trasmessi dal 24 febbraio al 30 giugno 2001, mentre l'ultimo è stato trasmesso solo il 19 ottobre 2002.
| N° | Titolo                        | Prima TV         |
| -- | ----------------------------- | ---------------- |
| 1  | Fiocco rosa a San Fedele      | 24 febbraio 2001 |
| 2  | La perpetua innamorata        | 3 marzo 2001     |
| 3  | Prete d'alto mare             | 10 marzo 2001    |
| 4  | Cercasi marito                | 17 marzo 2001    |
| 5  | La pecorella smarrita         | 24 marzo 2001    |
| 6  | L'evaso                       | 31 marzo 2001    |
| 7  | La vigilia di San Fedele      | 7 aprile 2001    |
| 8  | Qua la zampa                  | 14 aprile 2001   |
| 9  | Venerdì 17                    | 21 aprile 2001   |
| 10 | Miracolo a San Fedele         | 28 aprile 2001   |
| 11 | Fiori d'arancio e crisantemi  | 5 maggio 2001    |
| 12 | Bulli e pupe                  | 12 maggio 2001   |
| 13 | Una reputazione da guadagnare | 19 maggio 2001   |
| 14 | Lucia e Renzo                 | 26 maggio 2001   |
| 15 | Viaggio da Dio                | 2 giugno 2001    |
| 16 | Non si scappa dall'amore      | 9 giugno 2001    |
| 17 | Fuga d'amore                  | 16 giugno 2001   |
| 18 | Sacrilegio                    | 23 giugno 2001   |
| 19 | Profumo di matrimonio         | 30 giugno 2001   |
| 20 | Bianco Natale                 | 19 ottobre 2002  |

## Fiocco rosa a San Fedele
- Diretto da:
- Scritto da:

## La perpetua innamorata
- Diretto da:
- Scritto da:

## Prete d'alto mare
- Diretto da:
- Scritto da:

## Cercasi marito
- Diretto da:
- Scritto da:

## La pecorella smarrita
- Diretto da:
- Scritto da:

## L'evaso
- Diretto da:
- Scritto da:

## La vigilia di San Fedele
- Diretto da:
- Scritto da:

## Qua la zampa
- Diretto da:
- Scritto da:

## Venerdì 17
- Diretto da:
- Scritto da:

## Miracolo a San Fedele
- Diretto da:
- Scritto da:

## Fiori d'arancio e crisantemi
- Diretto da:
- Scritto da:

## Bulli e pupe
- Diretto da:
- Scritto da:

## Una reputazione da guadagnare
- Diretto da:
- Scritto da:

## Lucia e Renzo
- Diretto da:
- Scritto da:

## Viaggio da Dio
- Diretto da:
- Scritto da:

## Non si scappa dall'amore
- Diretto da:
- Scritto da:

## Fuga d'amore
- Diretto da:
- Scritto da:

## Sacrilegio
- Diretto da:
- Scritto da:

## Profumo di matrimonio
- Diretto da:
- Scritto da:

## Bianco Natale
- Diretto da:
- Scritto da: